# Жак I
Жак I (фр. Jaque I), ім'я при народженні — Жак-Франсуа-Леонор де Гойон де Матійон (фр. Jacques François Léonor de Goyon de Matignon, 21 листопада 1689 — 23 квітня 1751) — князь Монако в 1731—1733 роках.
Представник старовинного дворянського роду, син графа Ториньї́ Жака III де Гойон де Матійон і його дружини Шарлотти.
У 1715 році брат князя Монако Антуана I, священик Франсуа-Оноре, відмовився від прав на князівський титул. Оскільки Антуан не мав законних синів, спадкоємицею стала старша дочка Луїза-Іполіта. Для збереження князівського титулу в родині Грімальді Антуан схиляв дочку до шлюбу зі своїм двоюрідним братом, сеньйором Антіба. Однак дочка вибрала собі в чоловіки Жака-Франсуа де Гойон-Матійона. У цьому шлюбі народилися п'ятеро синів: Антуан-Шарль, Оноре, Шарль, Франсуа-Шарль, Шарль-Моріс.
Зайнявши трон Монако після смерті батька 20 лютого 1731 року, Луїза-Іполита померла 31 грудня того ж року. Титул князя успадкував її чоловік, який взяв прізвище «Грімальді».
7 листопада 1733 Жак відрікся від княжого титулу на користь сина Оноре. Залишок життя провів при французькому королівському дворі. Закінчив будівництво Матіньонського палацу в Парижі.

## Герб
Червоні ромби на білому тлі. Девіз роду Гарімальді: «Deo Juvante» (лат. З Божою поміччю).